# Lee Kyung-kyu
Dans ce nom coréen, le nom de famille, Lee, précède le nom personnel.
Lee Kyung-kyu (en coréen: 이경규), né le 21 septembre 1960 à Busan, est un acteur, humoriste et animateur de télévision sud-coréen.
Il a été l'artiste le mieux payé sur le réseau KBS en 2010. Il a breveté sa recette de nouilles instantanées Kkokkomyeon (coréen: 꼬꼬면), qu'il a créé au cours d'un concours de cuisine amateur dans un épisode de l'émission de variété Qualifications of Men. Il est devenu un des produits les plus vendus en 2011.

## Émissions
- Du 22 septembre 2007 au 3 mai 2008 : Animateur de télévision de Lee Kyung-kyu & Kim Yong-man's Line Up (이경규 김용만의 라인업), accompagné de Kim Yong-man sur SBS.
- De août 2008 au 21 mars 2009 : Invité de Happy Time, Cheerful Hero (명랑히어로) (31 mai 2008), animateur de télévision depuis août 2008 sur MBC.
- Depuis le 21 février 2009 : Animateur de télévision de Star Junior Show Bung'eobbang (스타주니어쇼 붕어빵), accompagné de Kim Il-joong sur SBS.
- Du  29 mars 2009 au 7 avril 2013 : Animateur de télévision de Happy Sunday : Man Qualification - 101 Thing to Do before Death (남자의 자격 - 죽기 전에 해야 할 101가지) sur KBS2.
- Du 18 juillet 2011 au  1er juillet 2015 : Animateur de télévision de Healing Camp, Aren't You Happy (힐링캠프, 기쁘지 아니한가) en compagnie de Kim Je-dong et Sung Yu-ri sur SBS.
- Du 1er février au 26 juillet 2013 : Animateur de télévision de Family's Dignity: Full House (가족의 품격 풀하우스), accompagné de Lee Jeong-min sur KBS2.
- Du 14 février au 24 décembre 2014 : Animateur de télévision de Family's Dignity: Full House (가족의 품격 풀하우스), accompagné de Jung Ji-won sur KBS2.
- Du 2 avril au 21 juin 2014 : Animateur de télévision de Korean Hot Square (한국인의 뜨거운 네모) sur JTBC.
- Depuis le 19 février 2015 : Animateur de télévision de Take Care Of My Dad (아빠를 부탁해), accompagné de Kang Seok-woo, Cho Jae-hyun et Jo Min-ki sur SBS.

## Filmographie
comme acteur
- 1988 : Super Hong Gil-dong (슈퍼 홍길동) de Kim Cheong-gi
- 1989 : Samtos and Dori with Braids (삼토스와 댕기똘이) de Jo Myeong-hwa
- 1991 : Space Warrior, Fireman (우주전사 불의 사나이) de Bae Hae-sung
- 1992 : A Bloody Battle for Revenge (복수혈전) de Lee Kyung-kyu : Choi Tae-young
- 2007 : Highway Star (복면달호) de Kim Sang-chan et Kim Hyun-soo : Formateur vocal (caméo)
- 2013 : Born to Sing (전국노래자랑) de Lee Jong-pil : Homme à la fin du clip musical (caméo)

comme réalisateur
- 1992 : A Bloody Battle for Revenge (복수혈전) de Lee Kyung-kyu
- 2013 : Born to Sing (전국노래자랑) de Lee Jong-pil

comme scénariste
- 1992 : A Bloody Battle for Revenge (복수혈전) de Lee Kyung-kyu
- 2013 : Born to Sing (전국노래자랑) de Lee Jong-pil

comme producteur
- 2007 : Highway Star (복면달호) de Kim Sang-chan et Kim Hyun-soo
- 2013 : Born to Sing (전국노래자랑) de Lee Jong-pil

## Doublage
- 2006 : Aachi et Ssipak (아치와 씨팍) de Jo Beom-jin
- 2008 : Mèche Blanche, les aventures du petit castor de Philippe Calderon

## Ouvrages
- 이경규의 청춘고백, 몰래카메라를 사랑하셨던 여러분, Cheongmaek, 1995
- 일본에서 나는 외국인, 산성미디어, 31 octobre 1999